# Eparchie bratská
Eparchie Bratsk je eparchie ruské pravoslavné církve nacházející se v Rusku.

## Území a titul biskupa
Zahrnuje správní hranice území Bodajbinského, Bratského, Kazačinsko-Lenského, Katangského, Kirenského, Mamsko-Čujského, Nižněilimského, Usť-Ilimského a Usť-Kutského rajónu Irkutské oblasti.
Eparchiálnímu biskupovi náleží titul biskup bratský a usť-ilimský.

## Historie
Dne 6. dubna 1883 byl zřízen kirenský vikariát pro pomoc irkutským biskupům. Kirenští biskupové nesídlili v Kirensku ale ve Vozněsenském monastýru v Irkutsku.
V září 2011 během návštěvy patriarchy Kirilla v irkutské eparchií se na něj obrátil s prosbou arcibiskup Vadim (Lazebnyj) a guvernér irkutské oblasti Dmitrij Mezencev aby byla zřízena nová eparchie.
Dne 5. října 2011 byla rozhodnutím Svatého synodu zřízena oddělením z irkutské eparchie nová eparchie bratská. O den později byla včleněna do nově vzniklé irkutské metropole.

## Seznam biskupů
- 2011–2019 Maximilian (Kljujev)
  - 2019–2022 Maxmilian (Kljujev) dočasný správce
- od 2022 Konstantin (Manujlov)